# Slag bij Honey Springs
De Slag bij Honey Springs vond plaats op 17 juli 1863 in Muskogee County Oklahoma tijdens de Amerikaanse Burgeroorlog. Deze slag werd voornamelijk gevoerd door soldaten van indiaanse of Afro-Amerikaanse origine.

## Achtergrond
Bij het begin van de Amerikaanse Burgeroorlog kozen de Vijf geciviliseerde stammen voor culturele en economische redenen voor de Geconfedereerde Staten van Amerika. Generaal Douglas H. Cooper trainde indiaanse troepen. Deze eenheden versloegen de Creek-indianen die Noordelijke sympathieën hadden in de Slag bij Chustenahlah. In 1863 sloegen de Noordelijken terug. De Noordelijke generaal Blunt verjoeg de Zuidelijken uit het noorden van het indianenterritorium. De Cherokee liepen over naar generaal Blunt. De Zuidelijken planden een tegenoffensief. Hun superieure aantallen zouden ingezet worden om Fort Gibson aan te vallen. Hun strijdmacht bestond uit Coopers indianen, Texaanse eenheden en de brigade van generaal William Cabel die van Fort Smith uit Arkansas kwamen. Cooper concentreerde zijn strijdmacht bij Honey Springs waar hij zijn leger kon laten uitrusten en bewapenen. Daar wachtte hij op Cabells brigade. De Noordelijken hadden belangrijke informatie in handen gekregen omtrent Coopers plannen en planden zelf een aanval. Blunt zou de Zuidelijken aanvallen voor Cabell zou opdagen. Blunts leger bestond uit drie Indian Home Guard Regimenten die hij uit de Vijf geciviliseerde stammen had gerekruteerd. Daarnaast had hij het 1st Kansas Colored Infantry, twee cavaleriebataljons (6th Kansas en 3rd Wisconsin, zes compagnies van de 2nd Colorado Infantry en twee artilleriebatterijen uit Kansas.

## De slag
De Noordelijken openden de aanval op de Zuidelijke posities in de vroege ochtend van 17 juli. Uit de schermutselingen bleek dat de Zuidelijken problemen hadden met nat kruit. Dit had verschillende ongelukken en gewonden tot gevolg. De Noordelijke hoofdaanval begon in de namiddag toen ze een artilleriebarrage openden. De sporadische regenbuien vergrootten het munitieprobleem bij de Zuidelijken nog meer. Blunt liet de 1st Kansas Colored Infantry aanvallen. Kolonel James M. Williams stormde met zijn soldaten naar voren. De Zuidelijke linie hield echter stand. Williams raakte gewond. Zijn regiment trok zich ordelijk terug en vuurde sporadisch op de vijandelijke linie.
Tijdens deze aanval belandde de 2nd Indian Home Guards tussen beide slaglinies. De Noordelijke bevelhebber gaf het bevel om terug aansluiting te maken met hun eigen linies. De Zuidelijken dachten dat het om een terugtocht ging en vielen de 2nd Indian Home Guards aan. De Noordelijken stelden zich snel op in een defensieve linie en sloegen de Zuidelijke aanval af.
Cooper trok zijn eenheden terug naar de opslagplaats om nieuwe munitie te halen. De Noordelijken zaten hen op de hielen. Bij de brug over de Elk Creek werd zwaar gevochten. De linkerflank van Cooper kon de druk niet meer aan waardoor de volledige Zuidelijke slaglinie brak. Cooper kon een kilometer verder nog een deel van zijn linie hervormen. Na een half uur brak ook deze linie. De Noordelijken veroverden de opslagplaats van Honey Springs. De Noordelijke verliezen waren licht. Ze hadden slechts 76 soldaten verloren. De Zuidelijken verloren meer dan 500 manschappen.

## Gevolgen
Het was de grootste slag in het territorium van de indianen. Blunt veroverde Fort Smith. Het zou niet meer tot veldslagen komen. De Zuidelijken vielen terug op raids en guerrilla-aanvallen. Met het verlies van Honey Springs kregen de Zuidelijken meer en meer te kampen met tekorten. Ze bewapenden zich meer en meer met buitgemaakt Noordelijk materiaal.

## Samenstelling van de strijdkrachten

### De Noordelijken
Army of the Frontier – generaal-majoor James G. Blunt
- 1st Brigade - kolonel William R. Judson
  - 2nd Indian Home Guard --- luitenant-kolonel Fred W. Schaurte
  - 1st Kansas Colored Infantry--- kolonel James M. Williams(gewond), luitenant-kolonel John Bowles
  - 6 Companies, 3rd Wisconsin Cavalry --- kapitein Edward R. Stevens
- 2nd Brigade - kolonel William A. Phillips
  - 6 Companies, 2nd Colorado Infantry --- kolonel Theodore H. Dodd
  - 1st Indian Home Guard --- kolonel Stephen H. Wattles
  - Detachments of 6th Kansas Cavalry --- kolonel William F. Campbell
- Artillerie
  - 2nd Kansas Light Artillery
  - 1st Section --- kapitein Edward Smith
  - 2nd Section --- luitenant John P. Grassberger
  - 3rd Kansas Light Artillery --- kapitein Henry Hopkins

### De Zuidelijken
1st Brigade, Indian Troops - brigadegeneraal Douglas H. Cooper
- Texas Brigade - kolonel Thomas C. Bass
  - 20th Texas Cavalry --- kolonel Thomas Coker Bass
  - 29th Texas Cavalry - kolonel Charles DeMorse (gewond)
  - 5th Texas Partisan Rangers--- kolonel Leonidas M. Martin
- Indian Brigade - brigadegeneraal Douglas Cooper
  - 1st Cherokee Mounted Rifles --- majoor Joseph F. Thompson
  - 2nd Cherokee Mounted Rifles --- luitenant-kolonel James M. Bell
  - 1st Choctaw---Chickasaw Mounted Rifles --- kolonel Tandy Walker
  - 1st Creek --- kolonel Daniel N. McIntosh
  - 2nd Creek--- kolonel Chilly McIntosh
- Artillerie & Cavalerie
  - Lee's Battery--- kapitein Roswell W. Lee
  - Scanland's Squadron Texas Cavalry --- kapitein John Scanland
  - Gillett's Squadron Texas Cavalry --- kapitein L. E. Gillett